# A kárókatonák még nem jöttek vissza (film)
A kárókatonák még nem jöttek vissza című tévéfilm 1985-ben készült Gion Nándor 1977-ben megjelent regénye alapján.

## Szereplők
- Hodonicki Oszkár
- Virág Péter
- Bognár Aranka
- Burai J. - Jakab Zoltán
- Gergián - Mécs Károly
- Kocsmáros (Aranka nagybátyja) – Katona János
- Ságiék
- Keszler Doktor – Vajda Károly
- Tamás

## Történet (tömören)
Két gyermekkori barát felnőttként találkozik, és felelevenítik kamaszkori élményeiket:
Nyári szünidő alatt néhány kamasz éli az életét. Ebbe a békés semmittevésbe belecsöppen egy új jövevény, akiről csakhamar kiderül, hogy a változás szelét hozta magával. Burai J. (a jövevény) elérhetetlennek tűnő célokat tűz ki a csapat elé, és barátait egy szebb jövő felé irányítja. A gyerekek segítenek a vadőrnek (Gergiánnak) kilátótornyot építeni. Megszerettetik Buraival a természetet és a kárókatonákat. Egy alkalommal Ságiék (lovakkal foglalkoztak) kárókatonákat ejtenek foglyul. Megkötözik a nyakukat és a csőrüket, ezzel megakadályozva, hogy a nagyobb halakat lenyeljék, így azokat kihozzák a vízből Ságiéknak. A gyerekek „megszöktetik” a madarakat. Gergiánt valaki lelövi, Keszler próbálja megmenteni, a gyerekek Ságiékat gyanúsítják a gyilkossággal. Végül kiderül, hogy a tettes a Kocsmáros volt, akit elnyelt a láp. A kárókatonák eltűnnek, de a gyerekek remélik, hogy amikor majd Burai J. lesz a vadőr, visszajönnek.